# Thyridanthrax dagniensis
Thyridanthrax dagniensis är en tvåvingeart som beskrevs av Paramonov 1933. Thyridanthrax dagniensis ingår i släktet Thyridanthrax och familjen svävflugor. Inga underarter finns listade i Catalogue of Life.